# Донской фронт
Донско́й фронт — оперативно-стратегическое объединение в вооружённых силах СССР во время Великой Отечественной войны. Создан 30 сентября 1942 года путём переименования из Сталинградского фронта (1-го формирования).
Фронт сыграл одну из важнейших ролей в Сталинградском сражении.

## Сталинградская битва
Практически начал своё существование 1 октября 1942 года. На момент переименования в «Донской фронт» войска Сталинградского фронта (1-го формирования) прочно закрепились на рубеже в междуречье Волги и Дона и вели активную оборону. Основная директива ставки требовала от войск фронта удерживать рубеж по реке Дон, два важных плацдарма на южном берегу реки и контрударами в междуречье оказывать поддержку Сталинградскому фронту (2-го формирования) в его задаче по удержанию Сталинграда. В октябре 1942 года фронт силами 24-й и 66-й армий проводит наступательную операцию по сковыванию в междуречье группировки войск противника.
Чтобы облегчить положение 62-й армии, 19 октября 1942 года (понедельник) войска Донского фронта из района севернее города перешли в наступление. Генералу Рокоссовскому ставились решительные задачи: прорвать оборону, противника, соединиться с войсками Сталинградского фронта (2-го формирования), «истребить вражескую группировку, прорвавшуюся к реке Волге».
Данная операция позволила перегруппировать и сосредоточить войска для операции «Уран». В конце октября из подчинения Донского фронта выведены, располагавшиеся на его правом крыле 63-я и 21-я армии, переподчинённые Юго-Западному фронту.
4 ноября командование фронта получило задачи по предстоящей операции. Войска Донского фронта 19 ноября должны наступать с плацдарма у Клетской и из района Качалинской. Разгромив противостоящие немецкие войска, продвигаться в общем направлении на Вертячий и во взаимодействии с войсками Юго-Западного фронта окружить и уничтожить противника в малой излучине Дона. После этого, совместно с войсками Сталинградского фронта, приступить к уничтожению основной вражеской группировки, окруженной в районе Сталинграда. К этому времени в распоряжение командования фронта из состава Юго-Западного фронта возвращается 21-я армия. Особая роль отводилась примыкающей к позициям Юго-Западного 65-й армии генерал-лейтенанта Павла Ивановича Батова, которая совместно с силами соседней 21-й армии должна была, прорвав фронт, наступать в юго-восточном направлении на хутор Вертячий. На части 24-й армии генерал-майора И. В. Галанина возлагалась сложная задача по прорыву фронта в район, примыкающий к восточному берегу Дона, и, по мере возможностей, продвижения в направлении хутора Вертячий, с целью воспрепятствовать отходу на этот берег реки вражеских войск, действовавших против 65-й и 21-й армий. Командующему 66-й армией Алексею Семёновичу Жадову ставилась задача по сковыванию войск противника в районе междуречья. В процессе наступления 24-я армия, ввиду своей общей слабости, особого успеха в осуществлении поставленных задач не достигла. 65-я армия с поставленными перед ней задачами в целом справилась. В результате наступления многотысячная группировка противника в районе Сталинграда оказалась блокирована в кольце, северо-западную половину которого представляли войска Донского фронта.
С момента образования Сталинградского котла Донской фронт, стимулируемый требованиями Ставки, проводит мероприятия по ликвидации сил окруженного противника. 9 декабря 1942 года генерал-полковник А. М. Василевский утверждает в Ставке план операции по ликвидации обороняющейся немецкой группировки, разработанный при непосредственном участии руководящего состава Донского фронта. Но 12 декабря войска Эрих фон Манштейна развернули наступление против войск Сталинградского фронта и подготовка Донского фронта к проведению предстоящей операции была приостановлена. 19 декабря для оказания помощи в усилении артиллерией и боеприпасами в расположение фронта прибыл командующий артиллерией Красной Армии генерал-полковник Николай Николаевич Воронов, принявший активнейшее участие в переработке плана «Кольцо». Существенную помощь в подготовке операции оказывали так же находившиеся в штабе фронта представители Ставки Александр Александрович Новиков и Александр Евгеньевич Голованов. 27 декабря обновлённая версия плана была представлена в Ставку. Донской фронт должен был уничтожить двадцать две вражеские дивизии, общая численность которых к концу декабря составляла 250 тысяч человек. Окруженный противник не только имел значительные силы, но и опирался на хорошо подготовленные в инженерном отношении позиции, значительно развитые в глубину. 30 декабря, согласно директиве Ставки о передаче всех войск, задействованных под Сталинградом, в состав Донского фронта влились 57-я, 64-я и 62-я армии. Срок начала наступления был назначен на 10 января 1943 года. В результате боев войска противника были рассечены на северную и южную группировки. Южная престала существовать 31 января, с пленением штаба фельдмаршала Паулюса, северная — 2 февраля. В ходе ожесточённых боев войска Донского фронта понесли существенные потери в людях, так же часть формирований была оставлена в районе Сталинграда для восстановления разрушенной инфраструктуры. На основании директивы Ставки ВГК от 5 февраля 1943 года Донской фронт 15 февраля 1943 года преобразовывался в Центральный.

## Командование фронта
Командующий:
- Генерал-лейтенант, с 15 января 1943 генерал-полковник Рокоссовский Константин Константинович (30 сентября 1942 — 15 февраля 1943).

Члены Военного Совета:
- Корпусный комиссар Желтов Алексей Сергеевич (30 сентября — 23 октября 1942),
- Бригадный комиссар Кириченко Алексей Илларионович (24 октября — 9 декабря 1942),
- Генерал-майор Телегин Константин Фёдорович (20 декабря 1942 — 15 февраля 1943).
- Чуянов Алексей Семёнович (с 8 января 1943 года[1])

Начальник штаба:
- Генерал-майор, с 20 декабря 1942 генерал-лейтенант Малинин Михаил Сергеевич (30 сентября 1942 — 15 февраля 1943).

Начальник оперативного отдела:
- Полковник, с 23 ноября 1942 - Генерал-майор Бойков Иван Иванович (30 сентября 1942 — 15 февраля 1943).

Командующий артиллерией:
- Генерал-майор артиллерии, с 17 ноября 1942 - Генерал-лейтенант артиллерии Казаков Василий Иванович (октябрь 1942 - 15 февраля 1943).

Начальник инженерных войск:
- Генерал-майор инженерных войск Прошляков Алексей Иванович (октябрь 1942 - 15 февраля 1943).

## Состав фронта
- 1-я гвардейская армия (30 сентября — 16 октября 1942 года)
- 21-я армия (30 сентября — 28 октября 1942 года; 28 ноября 1942 года — 3 февраля 1943 года)
- 24-я армия (30 сентября 1942 года — 1 февраля 1943 года)
- 63-я армия (30 сентября — 29 октября 1942 года)
- 66-я армия (30 сентября 1942 года — 6 февраля 1943 года)
- 4-я танковая армия (с 22 октября — 65-я армия) (30 сентября 1942 года — 15 февраля 1943 года)
- 16-я воздушная армия (30 сентября 1942 года — 15 февраля 1943 года)
- 57-я армия (1 января — 1 февраля 1943 года)
- 62-я армия (1 января — 6 февраля 1943 года)
- 64-я армия (1 января — 6 февраля 1943 года)

### Состав на 20 ноября 1942 года
| - 24-я армия - 49-я стрелковая дивизия - 212-й стрелковый полк - 222-й стрелковый полк - 551-й стрелковый полк - 31-й артиллерийский полк - 84-я стрелковая дивизия - 41-й стрелковый полк - 201-й стрелковый полк - 382-й стрелковый полк - 74-й артиллерийский полк - 120-я стрелковая дивизия - 289-й стрелковый полк - 538-й стрелковый полк - 543-й стрелковый полк - 1033-й артиллерийский полк - 173-я стрелковая дивизия - 1311-й стрелковый полк - 1313-й стрелковый полк - 1315-й стрелковый полк - 979-й артиллерийский полк - 214-я стрелковая дивизия - 776-й стрелковый полк - 780-й стрелковый полк - 788-й стрелковый полк - 683-й артиллерийский полк - 233-я стрелковая дивизия - 703-й стрелковый полк - 724-й стрелковый полк - 734-й стрелковый полк - 684-й артиллерийский полк - 260-я стрелковая дивизия - 1026-й стрелковый полк - 1028-й стрелковый полк - 1030-й стрелковый полк - 738-й артиллерийский полк - 273-я стрелковая дивизия - 967-й стрелковый полк - 969-й стрелковый полк - 971-й стрелковый полк - 812-й артиллерийский полк - 298-я стрелковая дивизия - 886-й стрелковый полк - 888-й стрелковый полк - 892-й стрелковый полк - 828-й артиллерийский полк - Приданы 298-й сд: - 54-й укреплённый район - 58-й отдельный истребительно-противотанковый дивизион - 61-й отдельный истребительно-противотанковый дивизион - 16-й танковый корпус - 107-я танковая бригада - 307-й танковый батальон - 308-й танковый батальон - 109-я танковая бригада - 309-й танковый батальон - 310-й танковый батальон - 164-я танковая бригада - 360-й танковый батальон - 361-й танковый батальон - 15-я мотострелковая бригада - Приданы 24-й армии: - 10-я танковая бригада - Приданные части неизвестны - 134-й отдельный танковый батальон (бронеавтомобильный) - 224-й отдельный танковый батальон (бронеавтомобильный) - 229-й отдельный танковый батальон (бронеавтомобильный) - 5-й гвардейский армейский артиллерийский полк - 135-й гаубичный артиллерийский полк - 833-й гаубичный артиллерийский полк - 1100-й пушечный артиллерийский полк - 1101-й пушечный артиллерийский полк - 1158-й пушечный артиллерийский полк - 391-й истребительно-противотанковый артиллерийский полк - 435-й истребительно-противотанковый артиллерийский полк - 2-й гвардейский тяжёлый миномётный полк - 23-й гвардейский миномётный полк - 57-й гвардейский миномётный полк - 94-й гвардейский миномётный полк - 281-й зенитный артиллерийский полк - 297-й зенитный артиллерийский полк - 48-й отдельный инженерный батальон - 530-й отдельный сапёрный батальон - 532-й отдельный сапёрный батальон - 534-й отдельный сапёрный батальон - 1361-й отдельный сапёрный батальон - 65-я армия - 4-я гвардейская стрелковая дивизия - 3-й гвардейский стрелковый полк - 8-й гвардейский стрелковый полк - 11-й гвардейский стрелковый полк - 23-й гвардейский артиллерийский полк - 27-я гвардейская стрелковая дивизия - 74-й гвардейский стрелковый полк - 76-й гвардейский стрелковый полк - 83-й гвардейский стрелковый полк - 54-й гвардейский артиллерийский полк - 40-я гвардейская стрелковая дивизия - 111-й гвардейский стрелковый полк - 116-й гвардейский стрелковый полк - 119-й гвардейский стрелковый полк - 90-й гвардейский артиллерийский полк - 23-я стрелковая дивизия - 89-й стрелковый полк - 117-й стрелковый полк - 225-й стрелковый полк - 211-й артиллерийский полк - 24-я стрелковая дивизия - 7-й стрелковый полк - 168-й стрелковый полк - 274-й стрелковый полк - 160-й артиллерийский полк - 252-я стрелковая дивизия - 924-й стрелковый полк - 928-й стрелковый полк - 932-й стрелковый полк - 787-й артиллерийский полк - 258-я стрелковая дивизия - 405-й стрелковый полк - 991-й стрелковый полк - 99-й стрелковый полк - 782-й артиллерийский полк - 304-я стрелковая дивизия - 807-й стрелковый полк - 809-й стрелковый полк - 812-й стрелковый полк - 560-й артиллерийский полк - 321-я стрелковая дивизия - 484-й стрелковый полк - 488-й стрелковый полк - 493-й стрелковый полк - 986-й артиллерийский полк - Приданы 65-й армии: - 59-й отдельный истребительно-противотанковый дивизион - 64-й отдельный истребительно-противотанковый дивизион - 91-я танковая бригада - 345-й танковый батальон - 121-я танковая бригада - Назначенные подразделения неизвестны - 59-й отдельный дивизион бронепоездов - 99-й армейский артиллерийский полк - 156-й армейский артиллерийский полк - 671-й армейский артиллерийский полк - 272-й гаубичный артиллерийский полк - 338-й истребительно-противотанковый артиллерийский полк - 1-й гвардейский тяжёлый миномётный полк - 5-й гвардейский миномётный полк - 48-й гвардейский миномётный полк - 84-й гвардейский миномётный полк - 93-й гвардейский миномётный полк - 342-й зенитный артиллерийский полк - 723-й зенитный артиллерийский полк - 1264-й зенитный артиллерийский полк - 9-й понтонный батальон - 321-й отдельный инженерный батальон | - 66-я армия - 64-я стрелковая дивизия - 433-й стрелковый полк - 440-й стрелковый полк - 451-й стрелковый полк - 1029-й артиллерийский полк - 99-я стрелковая дивизия - 1-й стрелковый полк - 197-й стрелковый полк - 206-й стрелковый полк - 22-й артиллерийский полк - 116-я стрелковая дивизия - 441-й стрелковый полк - 548-й стрелковый полк - 656-й стрелковый полк - 406-й артиллерийский полк - 226-я стрелковая дивизия - 985-й стрелковый полк - 987-й стрелковый полк - 989-й стрелковый полк - 875-й артиллерийский полк - 299-я стрелковая дивизия - 956-й стрелковый полк - 958-й стрелковый полк - 960-й стрелковый полк - 843-й артиллерийский полк - 343-я стрелковая дивизия - 1151-й стрелковый полк - 1153-й стрелковый полк - 1155-й стрелковый полк - 903-й артиллерийский полк - Приданы 66-й армии: - 63-й отдельный истребительно-противотанковый дивизион - 58-я танковая бригада - 116-й танковый батальон - 7-й гвардейский армейский артиллерийский полк - 1102-й пушечный артиллерийский полк - 381-й истребительно-противотанковый артиллерийский полк - 136-й миномётный полк - 143-й миномётный полк - 56-й гвардейский миномётный полк - 72-й гвардейский миномётный полк - 278-й зенитный артиллерийский полк - 722-й зенитный артиллерийский полк - 1-й отдельный инженерный батальон - 432-й отдельный инженерный батальон - 16-я воздушная армия - 220-я истребительная авиационная дивизия - 283-я истребительная авиационная дивизия - 228-я штурмовая авиационная дивизия - 291-я штурмовая авиационная дивизия - 271-я ночная бомбардировочная авиационная дивизия - 10-й гвардейский бомбардировочный авиационный полк - 325-й разведывательный авиационный полк - Части прямого подчинения Донского фронта: - 159-й укреплённый район - 65-й отдельный истребительно-противотанковый дивизион - 66-й отдельный истребительно-противотанковый дивизион - 97-й отдельный истребительно-противотанковый дивизион - 98-й отдельный истребительно-противотанковый дивизион - 99-й отдельный истребительно-противотанковый дивизион - 100-й отдельный истребительно-противотанковый дивизион - 101-й отдельный истребительно-противотанковый дивизион - 102-й отдельный истребительно-противотанковый дивизион - 64-я танковая бригада - 297-й танковый батальон - 298-й танковый батальон - 148-я танковая бригада - 89-й танковый батальон - 260-й танковый батальон - 39-й (зенитный) отдельный дивизион бронепоездов - 40-й (зенитный) отдельный дивизион бронепоездов - 377-й (зенитный) отдельный дивизион бронепоездов - 101-й гаубичный артиллерийский полк - 79-й гвардейский миномётный полк - 325-й зенитный артиллерийский полк - 1262-й зенитный артиллерийский полк - 67-й отдельный зенитный артиллерийский дивизион - 141-й отдельный зенитный артиллерийский дивизион - 307-й отдельный зенитный артиллерийский дивизион - 436-й отдельный зенитный артиллерийский дивизион - 16-я инженерная бригада специального назначения - 20-я сапёрная бригада - 6-й понтонный батальон - 7-й понтонный батальон - 20-й понтонный батальон - 104-й понтонный батальон - 120-й отдельный инженерный батальон - 257-й отдельный инженерный батальон - 258-й отдельный инженерный батальон - 741-й отдельный инженерный батальон |

### Состав на 1 января 1943 года
| - 21-я армия - 51-я гвардейская стрелковая дивизия - 154-й гвардейский стрелковый полк - 156-й гвардейский стрелковый полк - 158-й гвардейский стрелковый полк - 122-й гвардейский артиллерийский полк - 52-я гвардейская стрелковая дивизия - 151-й гвардейский стрелковый полк - 153-й гвардейский стрелковый полк - 155-й гвардейский стрелковый полк - 124-й гвардейский артиллерийский полк - 96-я стрелковая дивизия - 1381-й стрелковый полк - 1384-й стрелковый полк - 1389-й стрелковый полк - 1059-й артиллерийский полк - 120-я стрелковая дивизия - 401-й стрелковый полк - 474-й стрелковый полк - 540-й стрелковый полк - 120-й артиллерийский полк - 252-я стрелковая дивизия - 924-й стрелковый полк - 928-й стрелковый полк - 932-й стрелковый полк - 787-й артиллерийский полк - 277-я стрелковая дивизия - 850-й стрелковый полк - 852-й стрелковый полк - 854-й стрелковый полк - 846-й артиллерийский полк - 293-я стрелковая дивизия - 1032-й стрелковый полк - 1034-й стрелковый полк - 1036-й стрелковый полк - 817-й артиллерийский полк - 298-я стрелковая дивизия - 886-й стрелковый полк - 888-й стрелковый полк - 892-й стрелковый полк - 828-й артиллерийский полк - Приданы: - 1-й отдельный лыжный батальон - 21-й отдельный лыжный батальон - 99-й отдельный лыжный батальон - 1-й отдельный гвардейский танковый полк прорыва - 1180-й истребительно-противотанковый артиллерийский полк - 1184-й истребительно-противотанковый артиллерийский полк - 1241-й истребительно-противотанковый артиллерийский полк - 108-й миномётный полк (4-я артиллерийская дивизия) - 114-й миномётный полк (4-я артиллерийская дивизия) - 129-й миномётный полк (4-я артиллерийская дивизия) - 17-я гвардейская миномётная бригада - 85-й гвардейский миномётный полк - 114-й отдельный (гвардейский) миномётный батальон - 1263-й зенитный артиллерийский полк - 205-й отдельный инженерно-сапёрный батальон - 540-й отдельный инженерный батальон - 1-я зенитная артиллерийская дивизия - 1068-й зенитный артиллерийский полк - 1085-й зенитный артиллерийский полк - 1090-й зенитный артиллерийский полк - 1116-й зенитный артиллерийский полк - 24-я армия - 49-я стрелковая дивизия - 212-й стрелковый полк - 222-й стрелковый полк - 551-й стрелковый полк - 31-й артиллерийский полк - 84-я стрелковая дивизия - 41-й стрелковый полк - 201-й стрелковый полк - 382-й стрелковый полк - 74-й артиллерийский полк - 260-я стрелковая дивизия - 1026-й стрелковый полк - 1028-й стрелковый полк - 1030-й стрелковый полк - 738-й артиллерийский полк - 273-я стрелковая дивизия - 967-й стрелковый полк - 969-й стрелковый полк - 971-й стрелковый полк - 812-й артиллерийский полк - Приданы: - 54-й укреплённый район - 8-й отдельный гвардейский танковый полк прорыва - 9-й отдельный гвардейский танковый полк прорыва - 1158-й пушечный артиллерийский полк - 57-й гвардейский миномётный полк - 94-й гвардейский миномётный полк - 297-й зенитный артиллерийский полк (из состава 18-й зенитной дивизии) - 48-й отдельный сапёрный батальон - 257-й отдельный инженерно-сапёрный батальон - 57-я армия - 15-я гвардейская стрелковая дивизия - 44-й гвардейский стрелковый полк - 47-й гвардейский стрелковый полк - 50-й гвардейский стрелковый полк - 43-й гвардейский артиллерийский полк - 38-я стрелковая дивизия - 29-й стрелковый полк - 48-й стрелковый полк - 343-й стрелковый полк - 214-й артиллерийский полк - 422-я стрелковая дивизия - 1236-й стрелковый полк - 1334-й стрелковый полк - 1392-й стрелковый полк - 1061-й артиллерийский полк - Приданы: - 20-я отдельная истребительно-противотанковая бригада - 115-й укреплённый район - 235-я танковая бригада - 506-й танковый батальон - 508-й танковый батальон - 509-й танковый батальон - Мотострелковый батальон без номера - 254-я танковая бригада - 655-й танковый батальон - 656-й танковый батальон - 254-й мотострелково-пулемётный батальон - 254-й противотанковый дивизион - 254-я рота технического обслуживания - 254-й медицинский взвод - Приданы: - 234-й отдельный танковый полк - 156-й отдельный мотострелковый батальон - 1159-й армейский артиллерийский полк (из состава 19-й артиллерийской дивизии) - 1168-й армейский артиллерийский полк - 498-й гаубичный артиллерийский полк - 184-й истребительно-противотанковый артиллерийский полк - 502-й истребительно-противотанковый артиллерийский полк - 565-й истребительно-противотанковый артиллерийский полк - 762-й истребительно-противотанковый артиллерийский полк - 1188-й истребительно-противотанковый артиллерийский полк - 140-й миномётный полк - 726-й зенитный артиллерийский полк - 122-й отдельный инженерно-сапёрный батальон - 175-й отдельный инженерный батальон - 62-я армия - 13-я гвардейская стрелковая дивизия - 34-й гвардейский стрелковый полк - 39-й гвардейский стрелковый полк - 42-й гвардейский стрелковый полк - 32-й гвардейский артиллерийский полк - 39-я гвардейская стрелковая дивизия - 112-й гвардейский стрелковый полк - 117-й гвардейский стрелковый полк - 120-й гвардейский стрелковый полк - 87-й гвардейский артиллерийский полк - 45-я стрелковая дивизия - 10-й стрелковый полк - 61-й стрелковый полк - 253-й стрелковый полк - 178-й артиллерийский полк - 95-я стрелковая дивизия - 90-й стрелковый полк - 161-й стрелковый полк - 241-й стрелковый полк - 57-й артиллерийский полк - 138-я стрелковая дивизия - 344-й стрелковый полк - 650-й стрелковый полк - 768-й стрелковый полк - 295-й артиллерийский полк - 284-я стрелковая дивизия - 1043-й стрелковый полк - 1045-й стрелковый полк - 1047-й стрелковый полк - 820-й артиллерийский полк - Приданы: - 92-я стрелковая бригада - 124-я стрелковая бригада - 149-я стрелковая бригада - 156-й укреплённый район - 198-й отдельный танковый полк - 266-й армейский артиллерийский полк - 1103-й пушечный артиллерийский полк - 397-й истребительно-противотанковый артиллерийский полк - 499-й истребительно-противотанковый артиллерийский полк - 141-й миномётный полк - 242-й зенитный артиллерийский полк - 326-й отдельный инженерно-сапёрный батальон - 327-й отдельный инженерный батальон - 64-я армия - 7-й стрелковый корпус - 93-я стрелковая бригада - 96-я стрелковая бригада - 97-я стрелковая бригада - 36-я гвардейская стрелковая дивизия - 104-й гвардейский стрелковый полк - 106-й гвардейский стрелковый полк - 108-й гвардейский стрелковый полк - 65-й гвардейский артиллерийский полк - 29-я стрелковая дивизия - 1294-й стрелковый полк - 1296-й стрелковый полк - 1298-й стрелковый полк - 974-й артиллерийский полк - 157-я стрелковая дивизия - 384-й стрелковый полк - 633-й стрелковый полк - 716-й стрелковый полк - 422-й артиллерийский полк - 169-я стрелковая дивизия - 434-й стрелковый полк - 556-й стрелковый полк - 680-й стрелковый полк - 307-й артиллерийский полк - 204-я стрелковая дивизия - 700-й стрелковый полк - 706-й стрелковый полк - 730-й стрелковый полк - Приданы: - 66-я морская стрелковая бригада - 154-я морская стрелковая бригада - 143-я стрелковая бригада - 77-й укреплённый район - 118-й укреплённый район - 38-я мотострелковая бригада - 90-я танковая бригада - 35-й отдельный танковый полк - 166-й отдельный танковый полк - 28-й отдельный бронепоезд - 70-й гвардейский армейский артиллерийский полк (из состава 19-й артиллерийской дивизии) - 85-й гвардейский гаубичный артиллерийский полк - 1104-й пушечный артиллерийский полк - 1111-й пушечный артиллерийский полк - 186-й истребительно-противотанковый артиллерийский полк - 500-й истребительно-противотанковый артиллерийский полк - 1261-й зенитный артиллерийский полк - 47-й отдельный инженерно-сапёрный батальон - 175-й отдельный инженерный батальон - 328-й отдельный инженерный батальон - 329-й отдельный инженерный батальон - 330-й отдельный инженерный батальон - 1397-й отдельный сапёрный батальон | - 65-я армия - 27-я гвардейская стрелковая дивизия - 74-й гвардейский стрелковый полк - 76-й гвардейский стрелковый полк - 83-й гвардейский стрелковый полк - 54-й гвардейский артиллерийский полк - 23-я стрелковая дивизия - 89-й стрелковый полк - 117-й стрелковый полк - 225-й стрелковый полк - 211-й артиллерийский полк - 24-я стрелковая дивизия - 7-й стрелковый полк - 168-й стрелковый полк - 274-й стрелковый полк - 160-й артиллерийский полк - 173-я стрелковая дивизия - 1311-й стрелковый полк - 1313-й стрелковый полк - 1315-й стрелковый полк - 979-й артиллерийский полк - 214-я стрелковая дивизия - 776-й стрелковый полк - 780-й стрелковый полк - 788-й стрелковый полк - 683-й артиллерийский полк - 233-я стрелковая дивизия - 703-й стрелковый полк - 724-й стрелковый полк - 734-й стрелковый полк - 684-й артиллерийский полк - 304-я стрелковая дивизия (в январе 1943 года стала 67-й гвардейской) - 807-й стрелковый полк - 809-й стрелковый полк - 812-й стрелковый полк - 560-й артиллерийский полк - 91-я танковая бригада - 345-й танковый батальон - другие приписанные части неизвестны - Приданы: - 5-й отдельный гвардейский танковый полк прорыва - 10-й отдельный гвардейский танковый полк прорыва - 1-я артиллерийская дивизия - 468-й лёгкий артиллерийский полк - 501-й лёгкий артиллерийский полк - 1189-й лёгкий артиллерийский полк - 1107-й пушечный артиллерийский полк - 1166-й пушечный артиллерийский полк - 275-й гаубичный артиллерийский полк - 4-я артиллерийская дивизия - 338-й лёгкий артиллерийский полк - 381-й лёгкий артиллерийский полк - 391-й лёгкий артиллерийский полк - 5-й гвардейский пушечный артиллерийский полк - 7-й гвардейский пушечный артиллерийский полк - 671-й пушечный артиллерийский полк - 135-й гаубичный артиллерийский полк - 272-й гаубичный артиллерийский полк - Приданы: - 99-й армейский артиллерийский полк - 156-й армейский артиллерийский полк - 5-й гвардейский миномётный полк - 84-й гвардейский миномётный полк - 93-й гвардейский миномётный полк - 18-я зенитная артиллерийская дивизия - 278-й зенитный артиллерийский полк - 723-й зенитный артиллерийский полк - 1262-й зенитный артиллерийский полк - 321-й отдельный инженерно-сапёрный батальон - 66-я армия - 64-я стрелковая дивизия - 433-й стрелковый полк - 440-й стрелковый полк - 451-й стрелковый полк - 1029-й артиллерийский полк - 99-я стрелковая дивизия - 1-й стрелковый полк - 197-й стрелковый полк - 206-й стрелковый полк - 22-й артиллерийский полк - 116-я стрелковая дивизия - 441-й стрелковый полк - 548-й стрелковый полк - 656-й стрелковый полк - 406-й артиллерийский полк - 226-я стрелковая дивизия - 985-й стрелковый полк - 987-й стрелковый полк - 989-й стрелковый полк - 875-й артиллерийский полк - 299-я стрелковая дивизия - 956-й стрелковый полк - 958-й стрелковый полк - 960-й стрелковый полк - 843-й артиллерийский полк - 343-я стрелковая дивизия - 1151-й стрелковый полк - 1153-й стрелковый полк - 1155-й стрелковый полк - 903-й артиллерийский полк - Приданы: - 7-й отдельный гвардейский танковый полк - 1102-й пушечный артиллерийский полк - 381-й истребительно-противотанковый артиллерийский полк - 136-й миномётный полк (из состава 1-й артиллерийской дивизии) - 143-й миномётный полк (из состава 1-й артиллерийской дивизии) - 56-й гвардейский миномётный полк - 72-й гвардейский миномётный полк - 431-й отдельный инженерно-сапёрный батальон - 432-й отдельный инженерно-сапёрный батальон - 16-я воздушная армия - 220-я истребительная авиационная дивизия - 283-я истребительная авиационная дивизия - 228-я штурмовая авиационная дивизия - 271-я авиационная дивизия ночных бомбардировщиков - 16-й разведывательный авиационный полк - 2-й бомбардировочный авиационный корпус - 223-я бомбардировочная авиационная дивизия - 285-я бомбардировочная авиационная дивизия - Сталинградский корпусной район ПВО - 73-й гвардейский зенитный артиллерийский полк - 748-й зенитный артиллерийский полк - 1077-й зенитный артиллерийский полк - 1079-й зенитный артиллерийский полк - 1080-й зенитный артиллерийский полк - 1082-й зенитный артиллерийский полк - 1083-й зенитный артиллерийский полк - 82-й отдельный зенитный дивизион - 106-й отдельный зенитный дивизион - 188-й отдельный зенитный дивизион - 267-й отдельный зенитный дивизион - 72-й отдельный зенитный бронепоезд - 122-й отдельный зенитный бронепоезд - 126-й отдельный зенитный бронепоезд - 132-й отдельный зенитный бронепоезд - 137-й отдельный зенитный бронепоезд - 141-й отдельный зенитный бронепоезд - 142-й отдельный зенитный бронепоезд - 181-й отдельный зенитный бронепоезд - 102-я истребительная авиационная дивизия ПВО - 572-й истребительный авиационный полк - 629-й истребительный авиационный полк - 788-й истребительный авиационный полк - Части, непосредственно подчинённые командованию Донского фронта: - 159-й укреплённый район - 121-я танковая бригада - 2-й отдельный гвардейский танковый полк прорыва - 4-й отдельный гвардейский танковый полк прорыва - 6-й отдельный гвардейский танковый полк прорыва - 15-й отдельный гвардейский танковый полк прорыва - 512-й отдельный танковый батальон - 48-й отдельный аэросанный батальон - 49-й отдельный аэросанный батальон - 52-й отдельный аэросанный батальон - 39-й отдельный зенитный бронепоезд - 59-й отдельный зенитный бронепоезд - 377-й отдельный зенитный бронепоезд - 19-я артиллерийская дивизия - 123-й армейский артиллерийский полк - 457-й пушечный артиллерийский полк - 1108-й пушечный артиллерийский полк - 5-й гаубичный артиллерийский полк большой мощности - 110-й гаубичный артиллерийский полк большой мощности - 400-й отдельный тяжёлый пушечный артиллерийский дивизион - Приданы Донскому фронту: - 101-й гаубичный артиллерийский полк - 119-й миномётный полк (1-я артиллерийская дивизия) - 126-й миномётный полк (1-я артиллерийская дивизия) - 79-й гвардейский миномётный полк - 325-й зенитный артиллерийский полк - 581-й зенитный артиллерийский полк - 1259-й зенитный артиллерийский полк - 27-й отдельный зенитный дивизион - 31-й отдельный зенитный дивизион - 67-й отдельный зенитный дивизион - 141-й отдельный зенитный дивизион - 307-й отдельный зенитный дивизион - 436-й отдельный зенитный дивизион - 5-я инженерная бригада - 8-я инженерная бригада - 16-я инженерная бригада специального назначения - 57-я инженерно-сапёрная бригада - 61-я инженерно-сапёрная бригада - 14-й гвардейский батальон миноносцев - 6-й понтонный батальон - 7-й понтонный батальон - 19-й понтонный батальон - 20-й понтонный батальон - 104-й понтонный батальон - 120-й отдельный инженерный батальон - 258-й отдельный инженерно-сапёрный батальон - 741-й отдельный сапёрный батальон - 1417-й отдельный сапёрный батальон |

## Газета
Выходила газета "Красная Армия".
Редакторы:
полковник Троскунов Лев Изральевич (1903-1968)
батальонный комиссар (полковник) Потапов Николай Степанович (1903-?)